# Fahad Al Enezi
Fahad Al Enezi (in arabo فهد العنزي‎?; Al Kuwait, 1º settembre 1988) è un calciatore kuwaitiano, centrocampista dell'Al-Naser.

## Palmarès

### Club

#### Competizioni internazionali
- Coppa dell'AFC: 2

Al-Kuwait: 2012, 2013